# Râșca (Suceava)
Râșca is een Roemeense gemeente in het district Suceava.
Râșca telt 5202 inwoners.